# Triangle polinesi

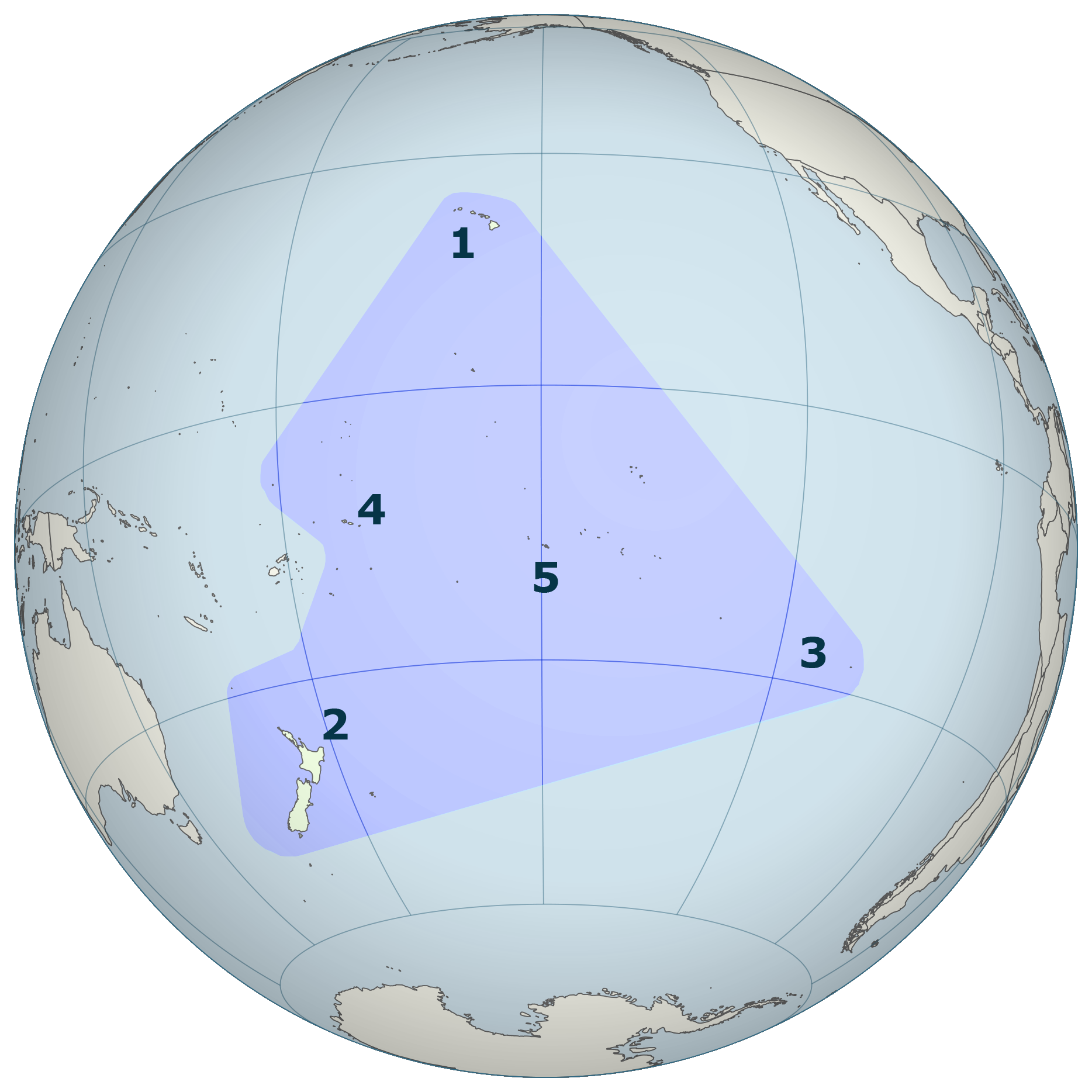
El triangle polinesi és una regió geogràfica de l'oceà Pacífic amb Hawaii (1), Nova Zelanda (Aotearoa) (2) i l'illa de Pasqua (Rapa Nui) (3) a les seves cantonades, però excloent Fiji al seu costat occidental. Al centre hi ha Tahití (5), amb Samoa (4) a l'oest.

El triangle polinèsic és una regió de l'oceà Pacífic amb tres grups d'illes a les seves cantonades: Hawai'i, l'illa de Pasqua (Rapa Nui) i Nova Zelanda (Aotearoa). Sovint s'utilitza com una forma senzilla de definir la Polinèsia.
Fora del triangle, hi ha restes d'assentaments polinesis fins al nord fins a l'illa Necker (Mokumanamana), a l'est fins a l'illa Salas y Gómez (Motu Motiro Hiva) i al sud fins a l'illa Enderby (Motu Maha). També hi va haver un assentament polinès a l'illa Norfolk ia les illes Kermadec (Rangitahua). Quan van arribar els europeus, aquestes illes estaven totes deshabitades.
Fora del triangle, hi ha restes d'assentaments polinesis fins al nord fins a l'illa Necker (Mokumanamana), a l'est fins a l'illa Salas y Gómez (Motu Motiro Hiva) i al sud fins a l'illa Enderby (Motu Maha). També hi va haver un assentament polinès a l'illa Norfolk ia les illes Kermadec (Rangitahua). Quan van arribar els europeus, aquestes illes estaven totes deshabitades.

## Història
Els antropòlegs creuen que totes les cultures polinèsies modernes descendeixen d'una única protocultura establerta al Pacífic Sud per persones migrants malaio-polinesis (vegeu també cultura Lapita). També hi ha proves que els polinesis es van aventurar fins a l'est fins a Salas i l'illa Gómez i fins al sud fins a les illes subantàrtiques al sud de Nova Zelanda. No obstant això, cap d'aquestes illes es considera part de la Polinèsia pròpiament dita, ja que no ha sobreviscut cap assentament viable. Hi ha restes d'un assentament polinès que es remunta al segle xiii a l'illa d'Enderby a les illes Auckland. També es va registrar un tros de ceràmica a les illes Antípodes, però el museu Te Papa de Wellington ha afirmat que no posseeixen aquest fragment i que la descripció original de la troballa no deia res sobre el seu origen polinesi.
En contrast amb la forma d'un triangle, una altra teoria afirma que la geografia de la societat polinèsia i les vies de navegació s'assemblen amb més precisió a les qualitats geomètriques d'un pop amb el cap centrat a Ra'iātea (Polinèsia Francesa) i tentacles repartits pel Pacífic. En la tradició oral polinèsia, el pop és conegut amb diversos noms com Taumata-Fe'e-Fa'atupu-Hau (Gran Pop de la Prosperitat), Tumu-Ra'i-Fenua (Inici-del-Cel-i-Terra) i Te Wheke-a-Muturangi (El pop de Muturangi).